# パゴン山
パゴン山（パゴンさん、Bukit Pagon）はブルネイの最高峰である。標高1,850m。日本語ではブキト・パゴン山とも表記する。（ブキト＝Bukitはマレー語で「丘」の意。）マレーシアとの国境に位置する。
ウツボカズラの1種Nepenthes lowiiがこの山の斜面で見られる。